# Frank Fabra
Frank Yusty Fabra Palacios (Nechí, 22 februari 1991) is een Colombiaanse voetballer die doorgaans als verdediger speelt. Hij verruilde Independiente Medellín in januari 2016 voor Boca Juniors. Fabra debuteerde in 2015 in het Colombiaans voetbalelftal.

## Carrière
Fabra stroomde in 2010 door vanuit de jeugd van Envigado. Hiervoor debuteerde hij op 18 september 2010 in het eerste elftal. Dat verloor die dag een wedstrijd in de Primera A, uit bij Cúcuta Deportivo (2–0). Hij viel in de 71e minuut in voor Fernando Oliveira. Fabra groeide in 2012 uit tot basisspeler bij Envigado. Hij speelde meer dan honderd wedstrijden voor de club voor hij in juli 2014 vertrok naar Deportivo Cali. Hiermee won hij in 2015 de Apertura.
Na vijf jaar op het hoogste niveau in Colombia - waarvan ook nog een halfjaar bij Independiente Medellín - verliet Fabra zijn vaderland om te tekenen bij Boca Juniors. Hier werd hij minder zeker van een basisplaats, maar kwam hij vanaf zijn tweede seizoen meer aan spelen toe. Hij werd in het seizoen 2016/17 kampioen in de Primera División met de club. Nadat Boca en hij in 2017/18 de titel prolongeerden, scheurde Fabra tijdens een training met het nationale elftal op 9 juni 2018 een kruisband in zijn linkerknie. Hierdoor miste hij vrijwel het hele seizoen 2018/19. Na elf maanden herstellen keerde hij terug in de basis van Boca Juniors.

## Clubstatistieken
| Seizoen    | Club           | Competitie       | Competitie | Competitie | Beker | Beker | Internationaal | Internationaal | Totaal | Totaal |
| Seizoen    | Club           | Competitie       | Wed.       | Dlp.       | Wed.  | Dlp.  | Wed.           | Dlp.           | Wed.   | Dlp.   |
| ---------- | -------------- | ---------------- | ---------- | ---------- | ----- | ----- | -------------- | -------------- | ------ | ------ |
| 2010       | Envigado       | Primera A        | 4          | 0          | 0     | 0     | —              | —              | 4      | 0      |
| 2011       | Envigado       | Primera A        | 10         | 0          | 7     | 0     | —              | —              | 17     | 0      |
| 2012       | Envigado       | Primera A        | 32         | 1          | 3     | 0     | 3              | 0              | 38     | 1      |
| 2013       | Envigado       | Primera A        | 29         | 1          | 1     | 0     | —              | —              | 30     | 1      |
| 2014       | Envigado       | Primera A        | 15         | 1          | 0     | 0     | —              | —              | 15     | 1      |
| Clubtotaal | Clubtotaal     | Clubtotaal       | 90         | 3          | 11    | 0     | 3              | 0              | 104    | 3      |
| 2014       | Deportivo Cali | Primera A        | 19         | 1          | 3     | 0     | 4              | 0              | 26     | 1      |
| 2015       | Deportivo Cali | Primera A        | 19         | 0          | 2     | 0     | —              | —              | 21     | 0      |
| Clubtotaal | Clubtotaal     | Clubtotaal       | 38         | 1          | 5     | 0     | 4              | 0              | 47     | 1      |
| 2015       | Independiente  | Primera A        | 18         | 1          | 6     | 0     | —              | —              | 24     | 1      |
| Clubtotaal | Clubtotaal     | Clubtotaal       | 18         | 1          | 6     | 0     | 0              | 0              | 24     | 1      |
| 2016       | Boca Juniors   | Primera División | 2          | 0          | 2     | 0     | 10             | 2              | 14     | 2      |
| 2016/17    | Boca Juniors   | Primera División | 20         | 1          | 2     | 1     | —              | —              | 22     | 2      |
| 2017/18    | Boca Juniors   | Primera División | 22         | 2          | 0     | 0     | 4              | 1              | 26     | 3      |
| 2018/19    | Boca Juniors   | Primera División | 1          | 0          | 2     | 0     | 0              | 0              | 3      | 0      |
| 2019/20    | Boca Juniors   | Primera División | 18         | 2          | 0     | 0     | 1              | 0              | 19     | 2      |
| Clubtotaal | Clubtotaal     | Clubtotaal       | 63         | 5          | 6     | 1     | 15             | 3              | 84     | 9      |

Bijgewerkt t/m 24 maart 2020

## Erelijst
| Competitie                | Aantal         | Jaren                     |                |                |
| Deportivo Cali            | Deportivo Cali | Deportivo Cali            | Deportivo Cali | Deportivo Cali |
| ------------------------- | -------------- | ------------------------- | -------------- | -------------- |
| Categoría Primera A       | 1x             | 2015 Apertura             |                |                |
| Boca Juniors              |                |                           |                |                |
| Kampioen Primera División | 3x             | 2016/17, 2017/18, 2019/20 |                |                |

## Interlandcarrière
Fabra debuteerde op 9 september 2015 onder bondscoach José Pékerman in het Colombiaans voetbalelftal. Hij speelde die dag de hele wedstrijd, een oefeninterland thuis tegen Peru (1–1). Hij maakte een jaar later deel uit van de Colombiaanse selectie tijdens de Copa América Centenario. Zijn ploeggenoten en hij werden hierop derde. Hij maakte tijdens een met 2–3 verloren groepswedstrijd tegen Costa Rica zijn eerste interlanddoelpunt, de 1–1. Bondscoach José Pékerman selecteerde Fabra ook voor het WK 2018, maar hij liep tijdens een training in Milaan een knieblessure op die hem het toernooi kostte.
1 Rossi ·
2 López ·
4 Weigandt ·
5 Zambrano ·
6 Rojo ·
8 Cardona ·
9 Orsini ·
11 Salvio ·
13 García ·
14 Rolón ·
16 Molinas ·
17 Advíncula ·
18 Fabra ·
19 Barco ·
20 Ramírez ·
21 Campuzano ·
22 Villa ·
23 González ·
24 Izquierdoz  ·
26 Fernández ·
29 Briasco ·
30 Zeballos ·
31 Pavón ·
32 Almendra ·
33 Varela ·
34 Obando ·
36 Medina ·
37 Sández ·
38 Vázquez ·
Coach: Russo